# احمدشاه
احمدشاه (۱۲ بهمن ۱۲۷۵ – ۹ اسفند ۱۳۰۸) هفتمین و آخرین شاه ایران از دودمان قاجار و پسر و جانشین محمدعلی‌شاه بود که از ۲۵ تیر ۱۲۸۸ تا ۹ آبان ۱۳۰۴ به عنوان شاه ایران سلطنت کرد. او پس از خلع پدرش و درحالی‌که تنها ۱۳ سال داشت، به سلطنت رسید. احمدشاه پس از ۱۶ سال سلطنت، در آبان ۱۳۰۴ توسط مجلس شورای ملی از پادشاهی برکنار شد.
او هفتمین فرزند محمدعلی‌شاه و نخستین فرزند پسر او از ملکه جهان بود. او در وقت ولیعهدی پدر در تبریز به دنیا آمد و پس از فتح تهران و خلع محمدعلی‌شاه، توسط مجلس عالی رجال و بزرگان دولت وقت در ۱۳ سالگی به پادشاهی رسید. تا رسیدن او به سن بلوغ و تاج‌گذاری در تیر ۱۲۹۳، ابتدا عضدالملک و سپس ابوالقاسم ناصرالملک نایب‌السلطنه بودند.

## اوایل زندگی

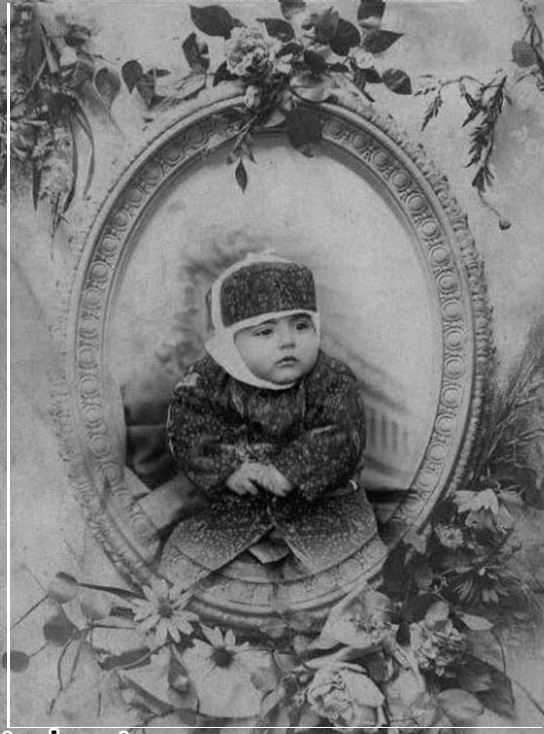
کودکی احمدشاه

احمد در سال ۱۲۷۵ شمسی در تبریز متولد شد. پدرش محمدعلی‌شاه و مادرش ملکه جهان دختر کامران میرزا نایب‌السلطنه فرزند ناصرالدین‌شاه بود. دوران کودکی احمدشاه در تبریز سپری شد. قبل از رسیدن به مقام سلطنت «احمد میرزا» خوانده می‌شد.
احمد پس از درگذشت پدربزرگش مظفرالدین‌شاه و با آغاز سلطنت پدرش به ولایتعهدی انتخاب شد. خلع محمدعلی‌شاه به گونه‌ای تحقیرآمیز و همراه با تهدید و تبعید او و ملکه جهان از ایران برای احمد بسیار تلخ بود.

## پادشاهی
پس از خلع محمدعلی‌شاه، در آن زمان نظر بر این بود که سلسله قاجار منقرض اعلام شده و سلسله جدیدی به روی کار آورده شود. اما مشروطه خواهان بیم آن داشتند که برکناری قاجاریه منجر به نقض بند هفتم قرارداد ترکمنچای شود و زمینه‌ساز رویارویی دولت ایران و روسیه تزاری را فراهم آورد. مطابق این بند روس‌ها تنها فرزندان و نوادگان عباس میرزا را به عنوان وارثان تاج و تخت ایران به رسمیت می‌شناختند و با وجود اینکه تزارها مشکلی با برکناری اشخاص از پادشاهی نداشتند؛ اما خود سلسله و این خط جانشینی مورد حمایت آن‌ها بود.
به هر حال پس از بحث و گفتگوهای طولانی و تلاش برای حفظ بند ۳۷ از قانون اساسی مشروطه بنا به نظر مجلس عالی که متشکل از مشروطه‌خواهانی بود که تهران را فتح کرده بودند، قرار بر این شد تا احمدمیرزا پسر ارشد پادشاه مخلوع به عنوان شاه جدید انتخاب شود. اما والدین شاهزاده نوجوان که قرار بود به تبعید فرستاده شوند، میل آن را نداشتند که از فرزند خود جدا شوند. اما در نهایت رضایت دادند که پادشاه کوچک را در اختیار هیئت فرستادگان مشروطه خواهان قرار دهند. چون احمدشاه به دلیل صغر سنی بر اساس قوانین اساسی مشروطه نمی‌توانست سلطنت را به عهده بگیرد برای وی نایب‌السلطنه انتخاب شد. اولین نایب‌السلطنه احمدشاه، بزرگ ایل قاجار عضدالملک بود. او مرد کاردانی بود و تلاش کرد تا وضعیت ناخوشایندی را که در زمان حکومت محمدعلی‌شاه به وجود آمده بود را آرام کند. همچنین هیئتی از سیاستمداران با تجربه نیز تشکیل شد که تا زمان برپایی مجلس جدید حکومت کشور را در دست بگیرد. این هیئت مستوفی الممالک را به عنوان وزیر دربار و حکیم الملک را به عنوان دست راست او انتخاب کرد. حکیم الملک یک تصفیه سیاسی را رهبری کرد و تعدادی از مقاماتی را که به فساد و ناکارآمدی متهم بودند را مرخص نمود. دومین نایب‌السلطنه ناصرالملک قره گوزلو بود که نقش مهمی در تربیت احمدشاه داشت.
احمدشاه در ۳۰ تیر ۱۲۹۳ (کمتر از یک هفته پیش از آغاز جنگ جهانی اول) تاج‌گذاری و سلطنت را به‌طور رسمی و قانونی قبول کرد. با وقوع جنگ، احمدشاه فرمان بی‌طرفی دولت ایران را صادر کرد.
در زمان سلطنت او نبردها و جنبش‌های مهمی در برابر اشغال ایران در جنگ جهانی اول همانند نبرد رباط‌کریم (به رهبری حیدر لطیفیان)، جنبش تنگستانی‌ها (به رهبری رئیسعلی دلواری)، جنبش جنگل (به رهبری میرزا کوچک خان) و… اتفاق افتاد تا در برابر نفوذ روس‌ها و انگلیس‌ها مقاومت شود.
احمدشاه در سال ۱۲۹۷ خورشیدی و به دنبال پایان جنگ جهانی نخست، صمصام‌السلطنه بختیاری را از نخست‌وزیری فروگرفت و در ۱۶ امرداد ۱۲۹۷ وثوق‌الدوله را به ریاست الوزرایی برگزید.
وثوق‌الدوله توانست امنیت نسبی را در کشور برقرار کند. غائله نایب حسین کاشی در کاشان و نیز حرکت کمیته مجازات در تهران به وسیله وثوق‌الدوله سرکوب شدند. در دوره نخست‌وزیری وثوق‌الدوله قرارداد ۱۹۱۹ با دولت بریتانیا منعقد شد که این پیمان انتقادهای گسترده‌ای برانگیخت و بسیاری آن را مخالف استقلال ایران دانستند؛ اما وثوق‌الدوله این قرارداد را در جهت حفظ استقلال و تمامیت ارضی ایران می‌دانست، ضمن این که کوشید، با استفاده از دوستی با دولت بریتانیا سلیمانیه و برخی سرزمین‌های قفقاز را بازپس‌گیرد.. مخالفت‌های مردمی به توفیق نیافتن قرارداد انجامید. وثوق‌الدوله احمدشاه را رهسپار یک سفر اروپایی کرد. در این سفر، احمدشاه در انگلستان مورد استقبال وسیع و گرم قرار گرفت؛ محمد تقی بهار می‌نویسد: «وقتی که بنا بود شاه ایران در مجلس ضیافت پادشاه انگلستان در باب قرارداد ۱۹۱۹ که انگلیس آن را منعقد ساخته بود، صحبت کند … پس از آن که صورت نطق پادشاه انگلستان را برای شاه آوردند و قرار شد که جوابی تهیه شود، شاه از حسن قبول آن سر باز زد و گفت: کسانی که پول گرفته‌اند تصدیق کنند، من هرگز تصدیق نخواهم کرد!... همان شب ناصر الملک به شاه گفته بود: کار خودت را ضایع کردی! شاه نیز پاسخ داده بود که: اگر در سوئیس کلم‌فروشی کنم، بهتر است تا در چنین مملکتی پادشاه باشم!»

احمد شاه، ولیعهد و کابینه شاهزاده عبدالحسین فرمانفرما همراه حضور نایب‌السلطنه ابوالقاسم ناصرالممالک؛ اثر اسدالله نقاش باشی ۱۳۲۸ هـ ق

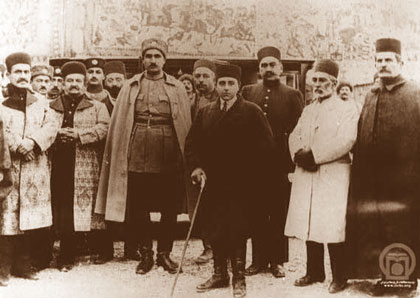
احمدشاه و رضاخان

احمدشاه پس از بازگشت به تهران در تیر ۱۲۹۹ استعفای وثوق‌الدوله را پذیرفت. سپس میرزاحسن خان مشیرالدوله را به ریاست دولت برگزید. شاه کوشید در دولت‌های مشیرالدوله و سپهدار رشتی با روسیه ارتباط برقرار کند و با اعزام مشاورالممالک انصاری به مسکو زمینه‌های انعقاد قرارداد ایران و شوروی ۱۹۲۱ را فراهم کرد. در سوم اسفند ۱۲۹۹ احمدشاه در برابر کودتای سیدضیاء و رضاخان میرپنج قرار گرفت و ناچار شد سید ضیاء را به ریاست الوزرایی بپذیرد. احمدشاه در خرداد ۱۳۰۰ موفق به عزل سیدضیاء شد و سپس قوام‌السلطنه را به ریاست الوزرایی منصوب کرد. متعاقباً کابینه‌های قوام، مشیرالدوله، کابینه دوم قوام، مستوفی‌الممالک و کابینه آخر مشیرالدوله از سوی احمدشاه روی کار آمدند. در پی آن، شاه سفری دوباره به اروپا داشت و پس از بازگشت، با سقوط کابینه مشیرالدوله در آبان ۱۳۰۲ مجبور شد به‌رغم میل قلبی‌اش، رضاخان سردارسپه را که در همه این مدت وزیر جنگ بود، به نخست‌وزیری انتخاب کند و بی‌درنگ در همان آبان ۱۳۰۲ ایران را بار دیگر به مقصد فرانسه ترک کرد. این سفر در واقع آغاز تبعید احمدشاه بود. احمدشاه در فروردین ۱۳۰۳ رضاخان را از ریاست الوزرایی عزل کرد، ولی به دلیل مخالفت مجلس با دخالت شاه در عزل و نصب نخست‌وزیر، و حمایت شدید مردم طرفدار رضاخان از او، مجبور شد بار دیگر رضاخان را نخست‌وزیر کند. در شهریور و مهر ۱۳۰۳ شورش خزعل در خوزستان رخ داد. رضاخان، احمدشاه را به حمایت از تجزیه کشور توسط خزعل متهم کرد، و خود به خوزستان رفت و شورش را سرکوب کرد.

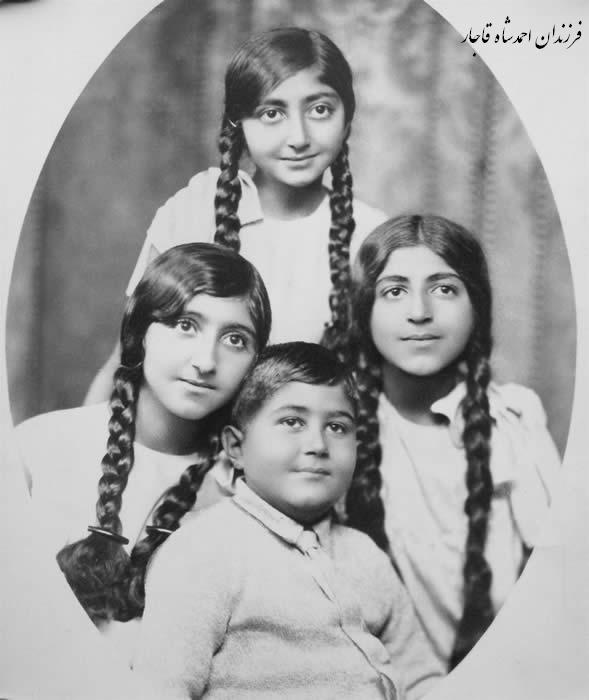
فرزندان احمدشاه

سرانجام در نهم آبان ۱۳۰۴ با رأی مجلس شورای ملی احمدشاه از پادشاهی خلع و سلسله قاجاریه منقرض اعلام شد. ماده واحده خلع قاجاریه به این شرح بود:
مجلس شورای ملی به نام سعادت ملت، انقراض سلطنت قاجاریه را اعلام نموده و حکومت موقتی را در حدود قانون اساسی و قوانین موضوعه مملکتی به شخص آقای رضاخان پهلوی واگذار می‌کند. تعیین تکلیف قطعی حکومت، موکول به نظر مجلس مؤسسان است که برای تغییر مواد ۳۶–۳۷–۳۸–۴۰ متمم قانون اساسی تشکیل می‌شود.
مجلس مؤسسان که متعاقباً گشایش یافت، رضاخان را با نام رضاشاه پهلوی پادشاه ایران اعلام کرد. احمدشاه این اقدام مجلس را مغایر قانون اساسی و غیرمشروع دانست، اما در عمل نتوانست کاری کند. احمدشاه در نهم اسفند ۱۳۰۸ در پاریس درگذشت و در کربلا به خاک سپرده شد.
میرزا محمود خان احتشام السلطنه می‌گوید: نقش احمدشاه در انعقاد قرارداد ننگین (۱۹۱۹) نه تنها از عاقدین معروف آن کم‌تر نیست، بلکه بیش‌تر است. احمدشاه در سال ۱۳۳۶ هجری قمری (۱۲۹۷ هجری شمسی) صمصام السلطنه بختیاری را از ریاست دولت معزول، و وثوق‌الدوله را مأمور تشکیل کابینه کرد تا راه عقد قرارداد را هموار کند. احمدشاه نیز هنگام قرارداد مانند سایرین، یعنی وثوق‌الدوله و وزرای خارجه و مالیه وی، ۲۰۰ هزار لیره از وزیر مختار انگلستان دریافت کرد و به علاوه امان‌نامه گرفت و همچنین مقرر شد شاه به اتفاق همراهان به مدت شش ماه به هزینه انگلیس در ممالک اروپایی پذیرایی شود و نیز انگلستان تعهد کرد تا زمانی که قرارداد باقی است حقوق ماهیانه‌ای به وی پرداخت شود.
دربارهٔ کارنامه سیاسی احمدشاه می‌توان به نظر مصدق نیز اشاره کرد که در مجلس چهاردهم شورای ملی تصریح کرد: موقعی که شاه در لندن حاضر نشد در دعوت رسمی دولت انگلیس از قرارداد اسمی ببرد و آن را بشناسد، با این که ناصرالملک به او گفته بود اگر مقاومت کند از سلطنت خلع می‌شود؛ شاه وطن‌پرست بر مقاومت خود افزود و از قرارداد اسمی نبرد. برای شاه چه بالاتر از این که امروز نامش به نیکی برده شود. حوادثی که موجب بلندی نام می‌شود کم است و شاید در عمر کسی به این حوادث تصادف نکند. خوشبخت کسانی که از این حوادث استفاده کنند و بدبخت کسانی که خود را مطیع پیش‌آمد نموده و با هر ناملایمی بسازند. در سلسله سلاطین قاجار هفت نفر سلطنت کرده که از آن‌ها فقط دو نفر پادشاه نامی شده‌اند، اول مظفرالدین شاه است که در سلطنت او آزادی نصیب ملت شد و بعد احمد شاه است که تن به اسارت نداد و از سلطنت گذشت، ای کاش که این پادشاه جوان بخت به کودتا تسلیم نمی‌شد و زودتر مقام سلطنت را ترک می‌کرد.

## همسران و فرزندان

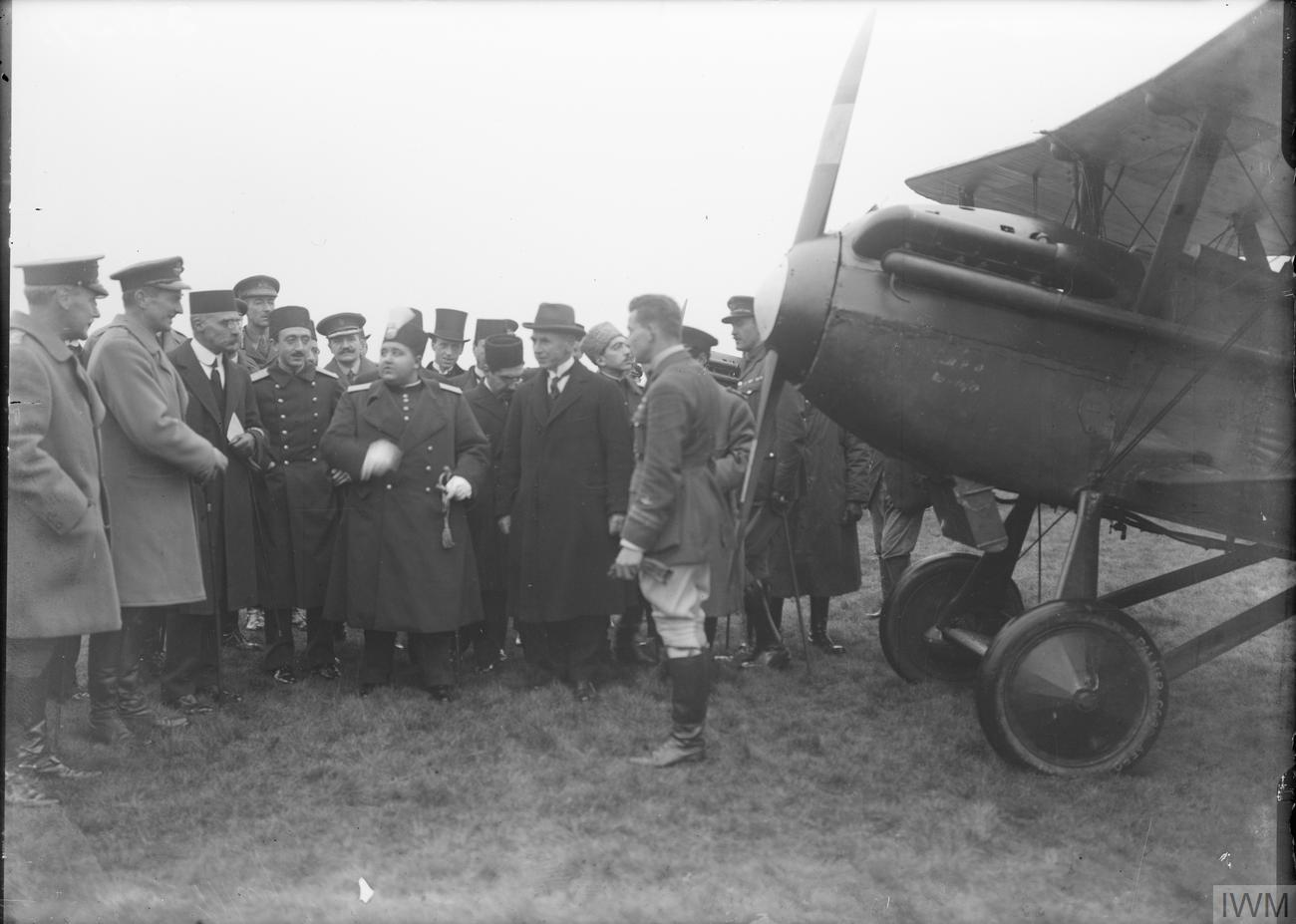
احمدشاه و وزرایش در حال بازدید از یک اس‌ایی. ۵

احمدشاه در سن ۱۷ سالگی (یک سال پیش از تاج‌گذاری) با «بدرالملوک والا» دختر ظهیرالسلطان والا (نوادهٔ عباس‌میرزا)، پیمان زناشویی بست. این ازدواج توسط مادر احمدشاه ترتیب داده شده بود. عروس در آن هنگام ۱۲ ساله بود و در تنها مدرسهٔ دخترانهٔ تهران درس می‌خواند. مراسم عقد با تشریفات مفصلی انجام شد و حاصل این ازدواج دختر بزرگ احمدشاه، ایراندخت بود.
احمدشاه ۴ بار دیگر نیز ازدواج کرد و به‌جز لیدا جهانبانی که از وی صاحب فرزندی نشد، صاحب ۳ دختر به نام‌های «مریم‌دخت» (از دل‌آرام) (۱۹۱۵–۲۰۰۵)، «ایراندخت» (۱۹۱۶–۱۹۸۴) از بدرالملوک، «همایون‌دخت» (از خانم‌خانما معزی) (۱۹۱۷–۲۰۱۱) و یک پسر به نام فریدون میرزا (از فاطمه) (۱۹۲۲–۱۹۷۵) شد.

## برخی از اتفاقات مهم زمان او
برخی از اتفاقات مهمی که در دوران پادشاهی احمدشاه به وقوع پیوست عبارتند از:
| زمان                             | شرح واقعه |  |
| -------------------------------- | --- |  |
| ۴ تیر ۱۲۸۸                       | انتشار نخستین نشریه زنان در تهران                                                                                 |  |
| ۱۱ مرداد ۱۲۸۸                    | اعدام شیخ فضل‌الله نوری                                                                                            |  |
| شهریور ۱۲۸۸                      | فرار محمدعلی‌شاه از ایران                                                                                          |  |
| ۲۵ آبان ۱۲۸۸                     | تشکیل مجلس دوم پس از دوره استبداد صغیر                                                                            |  |
| اردیبهشت ۱۲۹۰                    | اولتیماتوم روسیه به ایران                                                                                         |  |
| ۲۸ آذر ۱۲۹۰                      | آغاز اشغال تبریز بدست قوای روس (۱۲۹۰)                                                                             |  |
| فروردین ۱۲۹۱                     | به توپ بستن آرامگاه علی بن موسی الرضا در مشهد توسط نظامیان روسیه                                                  |  |
| تیر ۱۲۹۳                         | شروع جنگ جهانی اول و اشغال ایران در جنگ جهانی اول                                                                 |  |
| مرداد ۱۲۹۴                       | قیام مردم علیه نظامیان انگلستان (جنبش جنوب ایران)                                                                 |  |
| آذر ۱۲۹۴                         | تشکیل نیروی مقاومت مردمی توسط حیدر لطیفیان و رویداد نبرد رباط‌کریم                                                 |  |
| جمادی‌الثانی ۱۳۳۵ هـ. ق (۱۲۹۶ ه‍.ش) | انتشار روزنامه تجدد به مدیریت شیخ محمد خیابانی                                                                    |  |
| آبان ۱۲۹۶                        | وقوع انقلاب بلشویکی روسی                                                                                          |  |
| ۱۲۹۶ تا ۱۲۹۸                     | قحطی ۱۲۹۸–۱۲۹۶ ایران که ۴۰ درصد از جمعیت ایران به سبب گرسنگی و بیماری‌های ناشی از آن ازبین رفتند.                  |  |
| ۱۹۲۰ میلادی (دی ۱۲۹۸)            | تأسیس جامعه ملل                                                                                                   |  |
| فروردین ۱۲۹۹                     | قیام شیخ محمد خیابانی در آذربایجان و میرزاکوچک خان در گیلان؛ تقریباً به‌طور هم‌زمان در بهار سال (۱۲۹۹ه‍.ش) ۱۹۲۰ میلادی |  |
| اسفند ۱۲۹۹                       | کودتای ۳ اسفند ۱۲۹۹                                                                                               |  |
| ۱۹۱۸–۱۹۲۰                        | اپیدمی جهانی آنفلوانزای اسپانیایی با تلفات بسیاربالا در جهان و ایران                                              |  |

## درگذشت
احمدشاه در ۹ اسفند سال ۱۳۰۸ (۲۸ فوریهٔ ۱۹۳۰ م) بر اثر ورم کلیه در محله «نویی سورسن» در حومهٔ پاریس درگذشت. جسد او طبق وصیتش به عتبات عالیات حمل و در کنار آرامگاه پدرش محمدعلی‌شاه در حرم حسین بن علی در کربلا دفن گردید. احمدشاه ثروت قابل توجهی برای فرزندانش به ارث گذاشت که روزنامه‌های وقت فرانسوی آن را ۷۵ میلیون فرانک تخمین زدند.

## در رسانه
| نام بازیگر         | نوع اثر           | نام اثر     | سال تولید |
| ------------------ | ----------------- | ----------- | --------- |
| جمشید جهانزاده     | تله تئاتر (سریال) | مدرس        | ۱۳۶۵      |
| جمشید اسماعیل خانی | سریال             | مرغ حق      | ۱۳۶۶      |
| حسین ظریفیان       | سریال             | کوچک جنگلی  | ۱۳۶۶      |
| بابک اسکندری       | سینمایی           | دلشدگان     | ۱۳۷۰      |
| محمدرضا فروتن      | سینمایی           | شاه خاموش   | ۱۳۸۲      |
| میرطاهر مظلومی     | سریال             | عمارت فرنگی | ۱۳۸۸      |
| سریال              | سالهای مشروطه     | ۱۳۸۸        |           |
| میرطاهر مظلومی     | تله فیلم          | کودتای سیاه |           |

## نشان‌ها

### داخلی
- نشان ذوالفقار
- نشان تمثال همایون
- نشان اقدس، درجه یکم
- نشان شیر و خورشید

### خارجی
- بلژیک: کمربند اعظم نشان لئوپولد (۱۹۱۴)
- مصر: گردنبند نشان محمدعلی (۱۹۱۹)
- فرانسه: صلیب اعظم لژیون دونور (۱۹۱۴)
- پادشاهی ایتالیا: شوالیه معظم نشان بشارت مقدس
- امپراتوری عثمانی: نشان عثمانیه، درجه یکم (۱۹۱۴)
- امپراتوری روسیه:
  - شوالیه نشان سن اندرو
  - شوالیه نشان سن الکساندر نوسکی
  - شوالیه نشان عقاب سفید
  - شوالیه نشان سن استانیسلاس، درجه یکم
  - شوالیه نشان سن آنا، درجه یکم
- اسپانیا: صلیب اعظم و گردنبند نشان کارلوس سوم (۱۹۱۴)

## بازه زمانی حکومت در مقایسه با دیگر شاهان قاجار
اعداد سال خورشیدی را نشان می‌دهند:

## نگارخانه

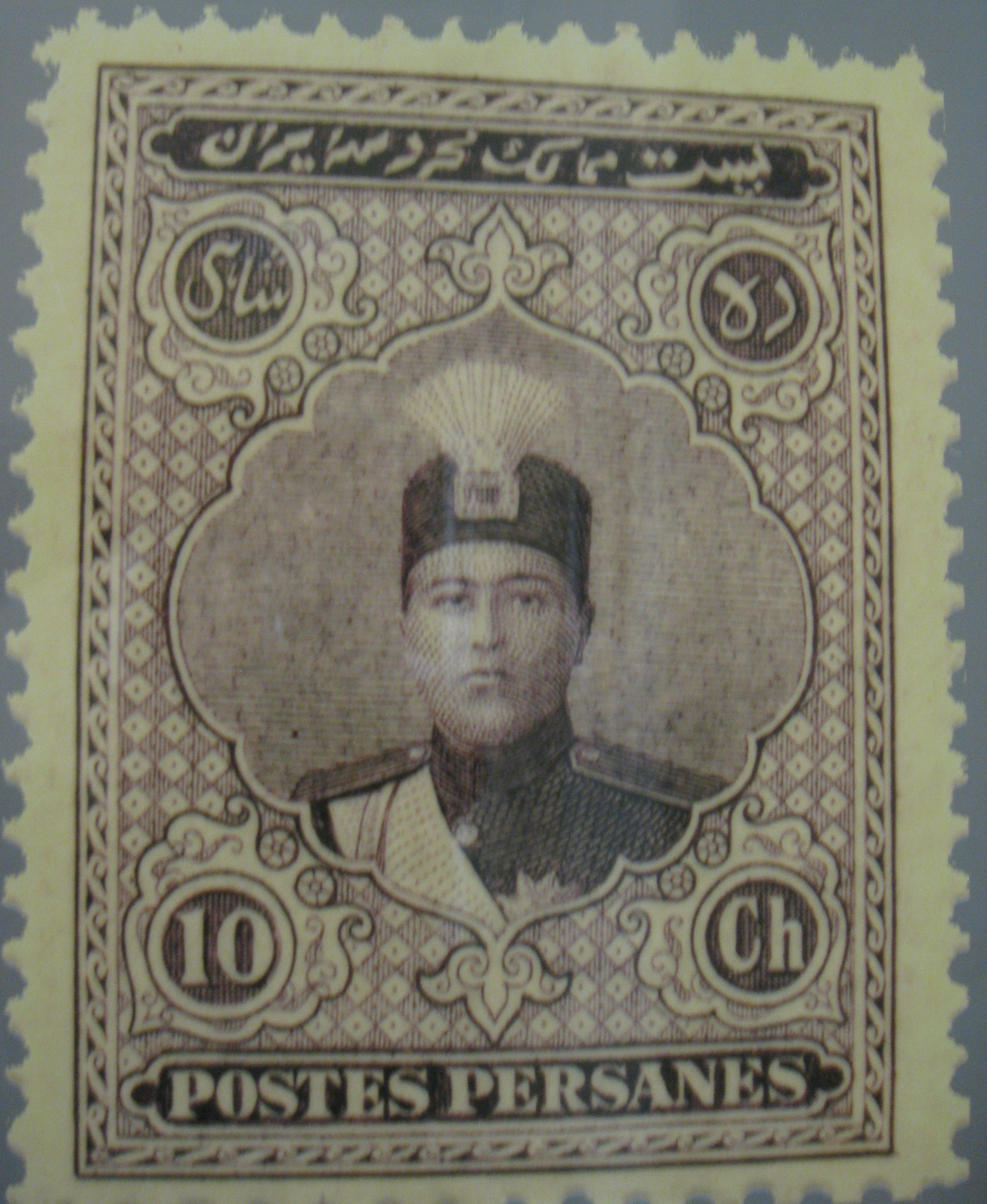
تمبری به ارزش ۱۰ شاهی با چهرهٔ احمدشاه.
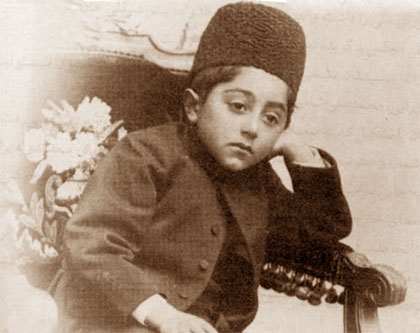
احمدشاه در شش سالگی.
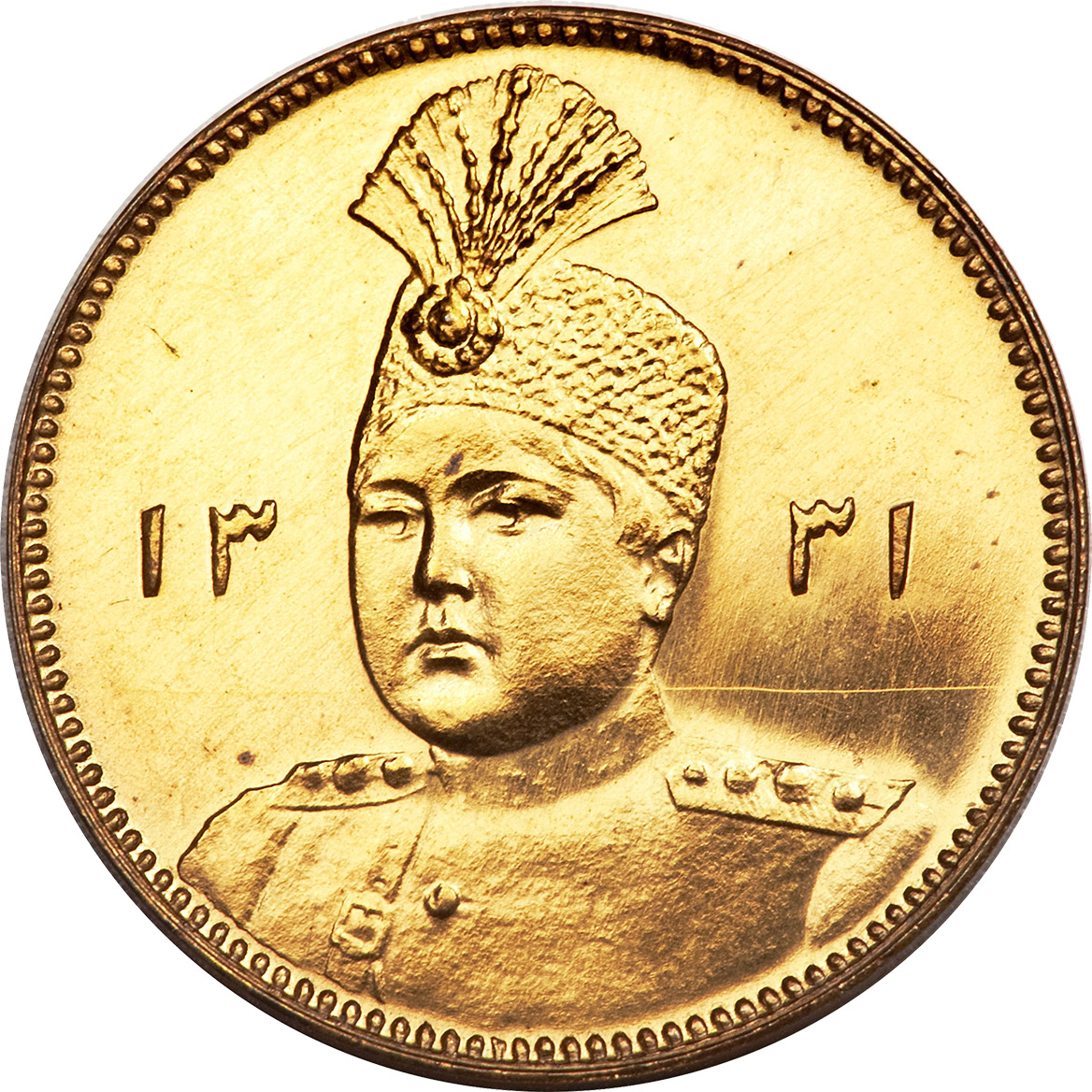
سکه
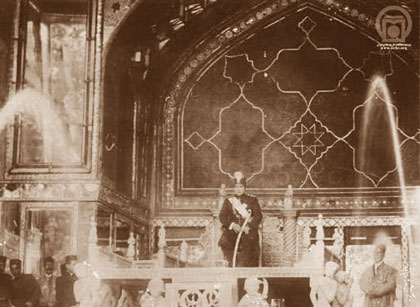
احمدشاه در سال ۱۲۹۹ ش.
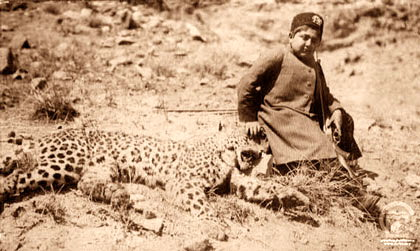
احمدشاه پس از شکار یک پلنگ ایرانی.
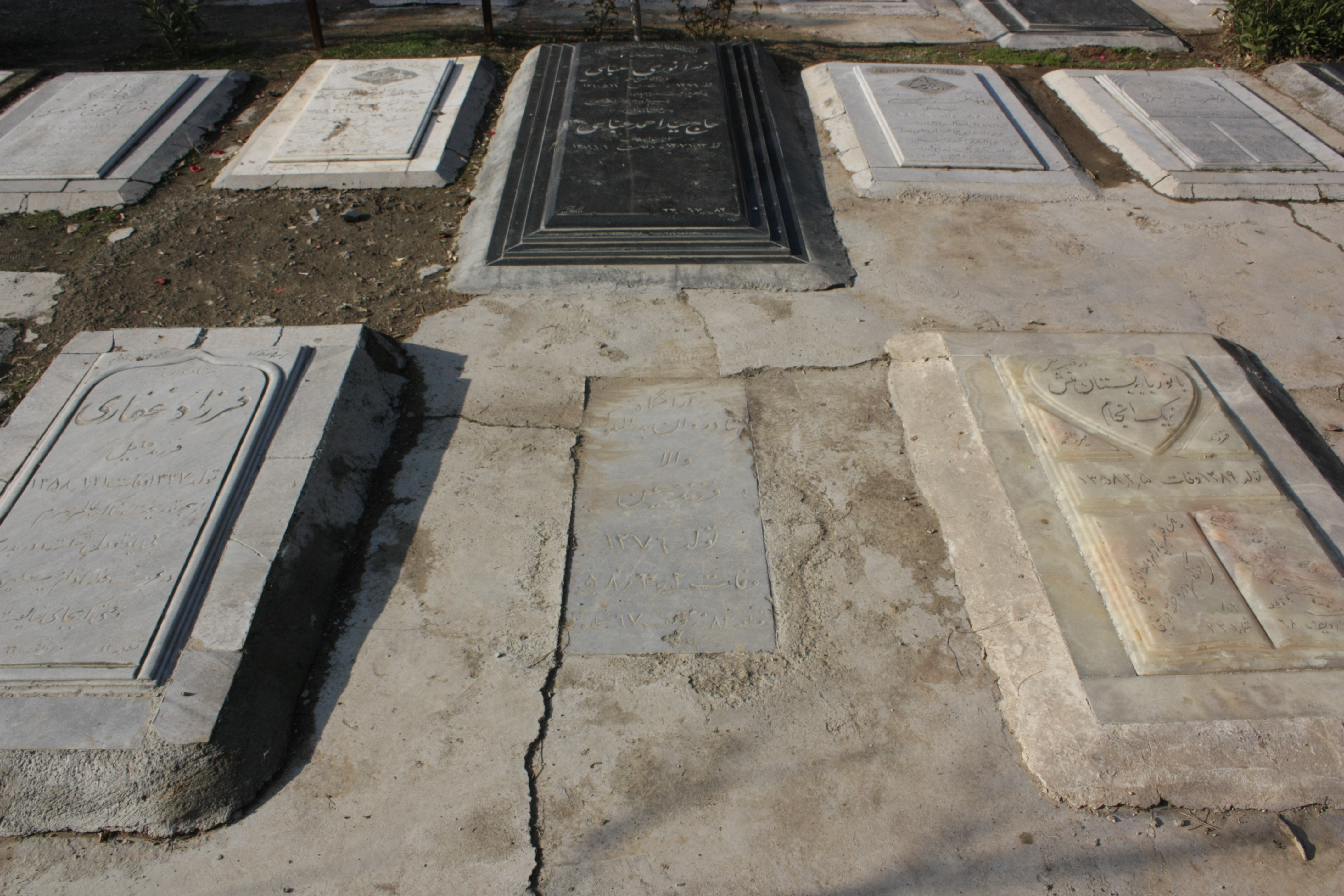
قبر بدرالملوک والا در بهشت زهرا
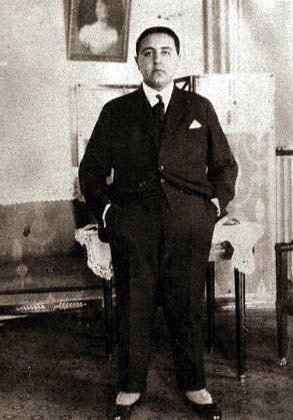
احمدشاه در پاریس
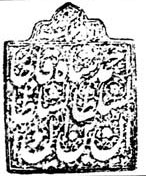
اثر مهر احمد شاه
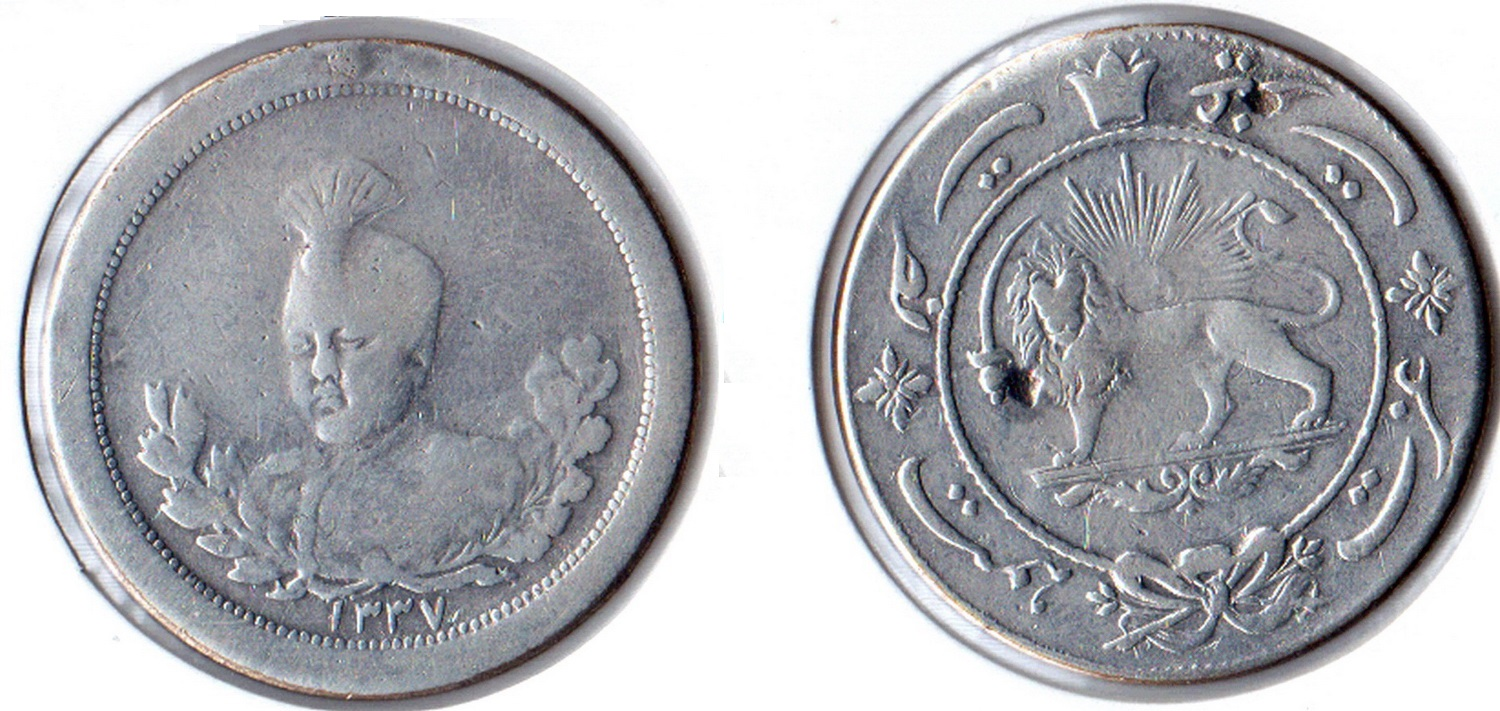
مدال یادبود احمدشاه - نصرت غیرت عزت همت
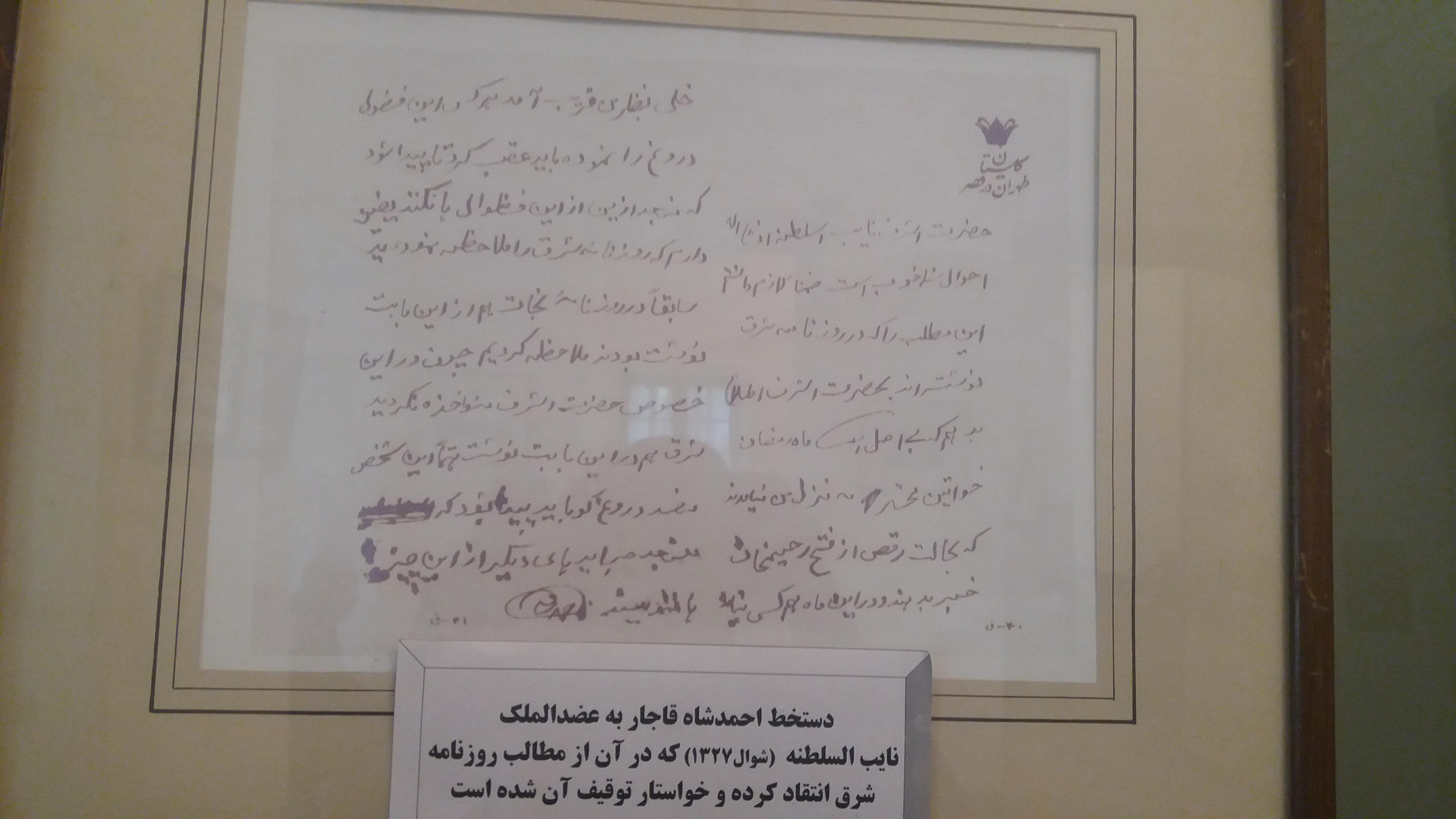
دستخط احمدشاه به عضدالملک مبنی بر توقیف روزنامه شرق
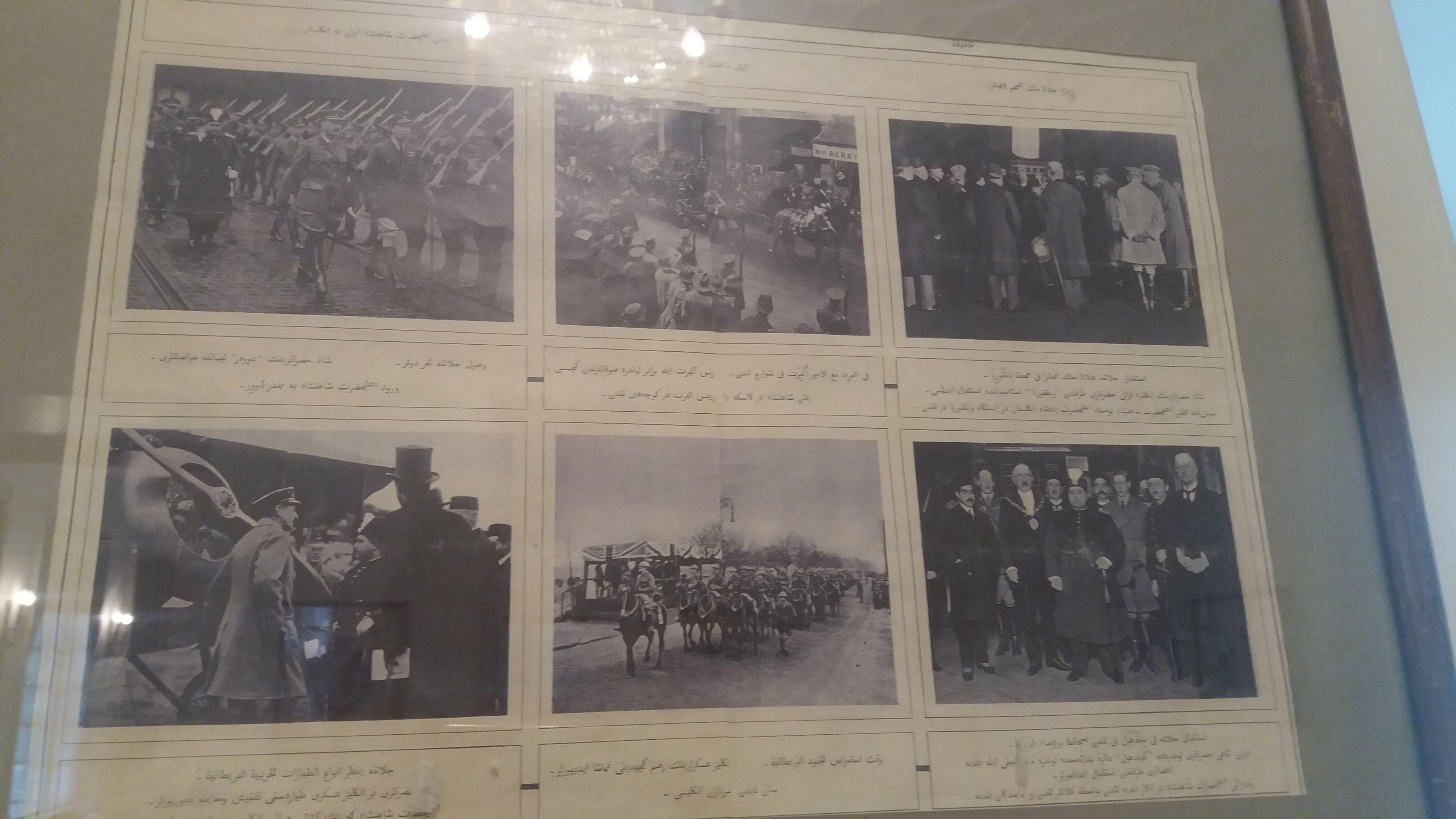
تصاویر احمد شاه قاجار - کوشک احمدشاهی
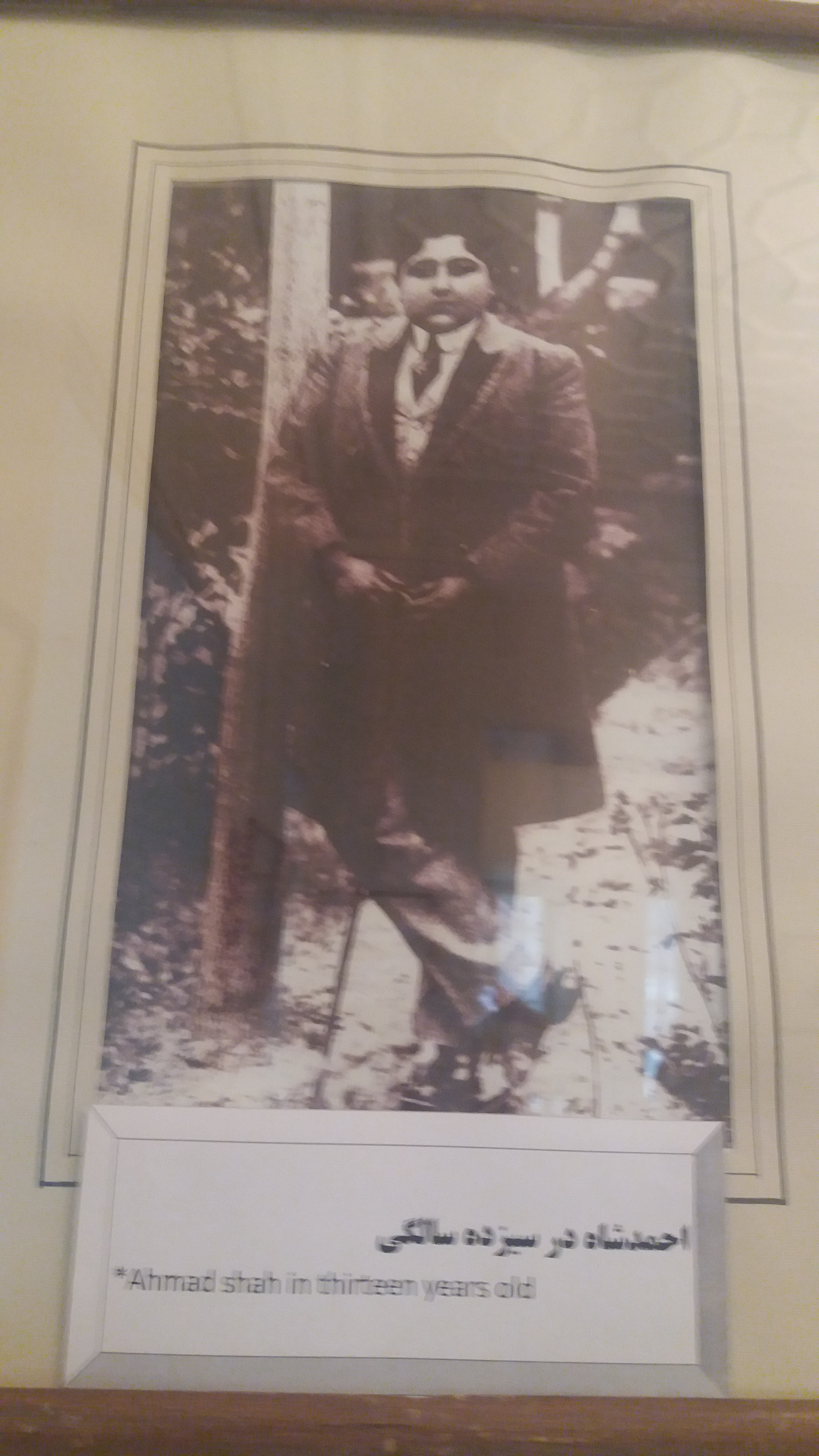
تصویر احمدشاه قاجار در ۱۳ سالگی - کوشک احمدشاهی
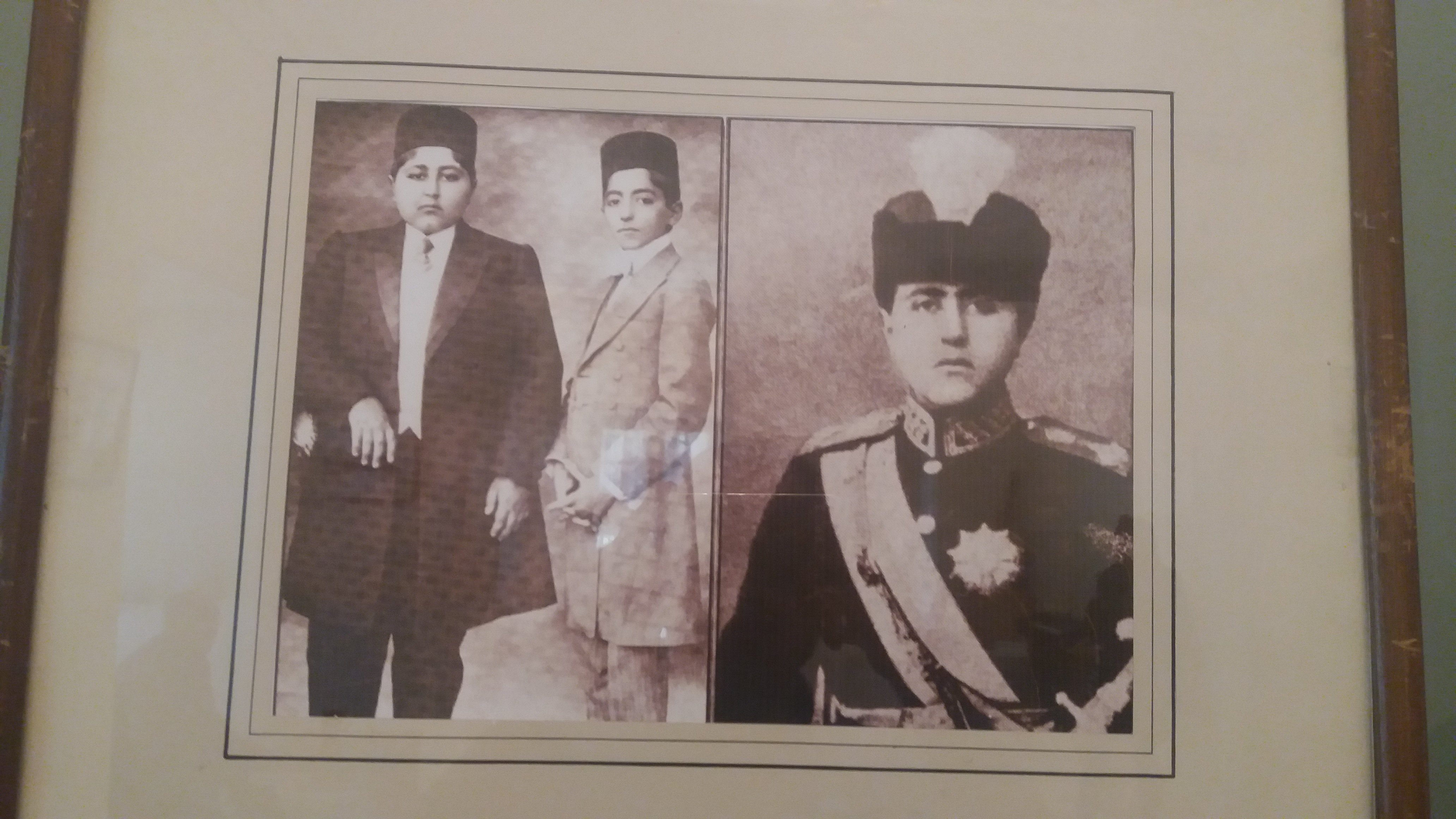
تصاویر احمد شاه قاجار - کوشک احمدشاهی
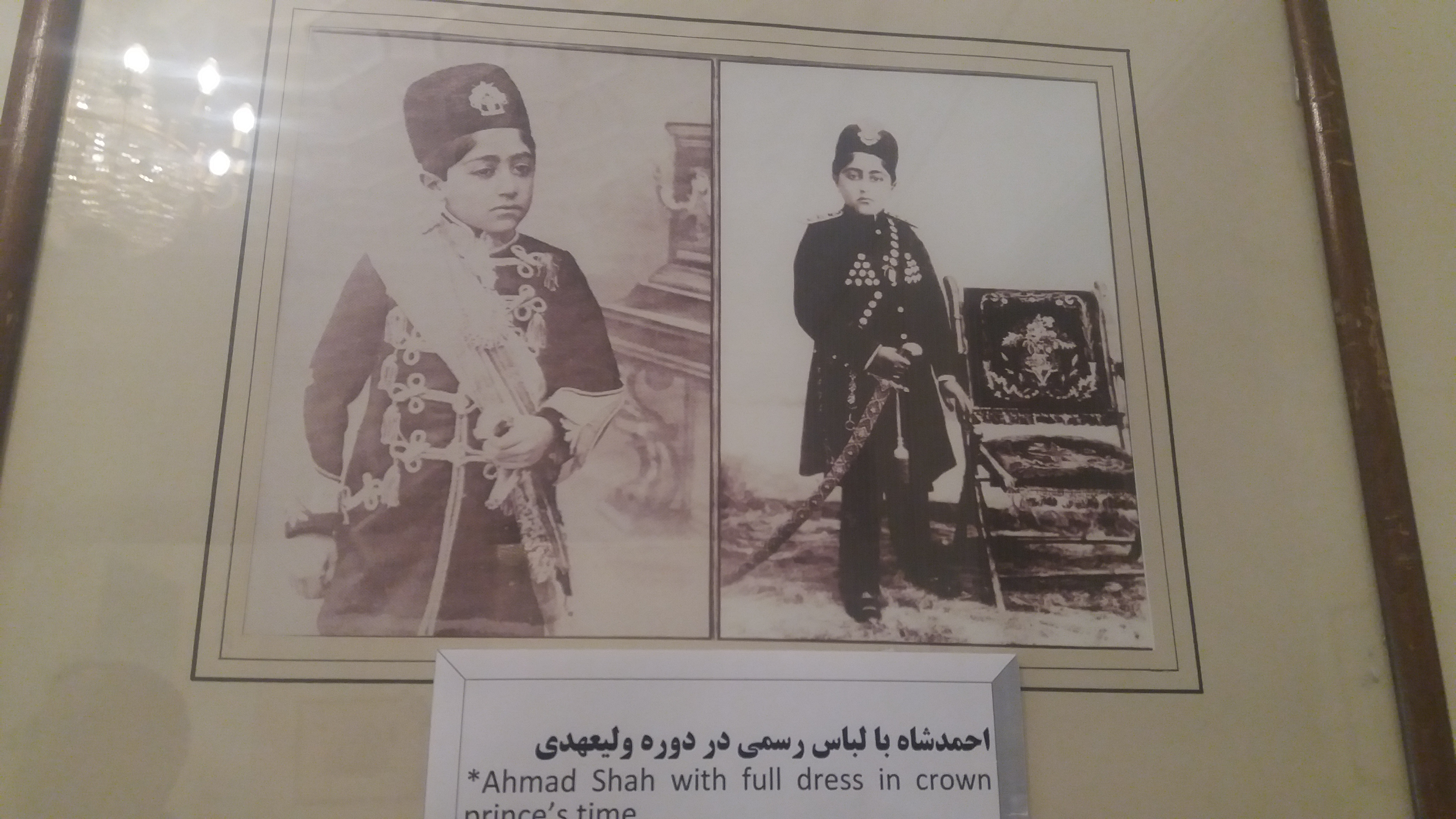
تصویر احمدشاه قاجار در لباس رسمی دوره ولیعهدی - کوشک احمدشاهی
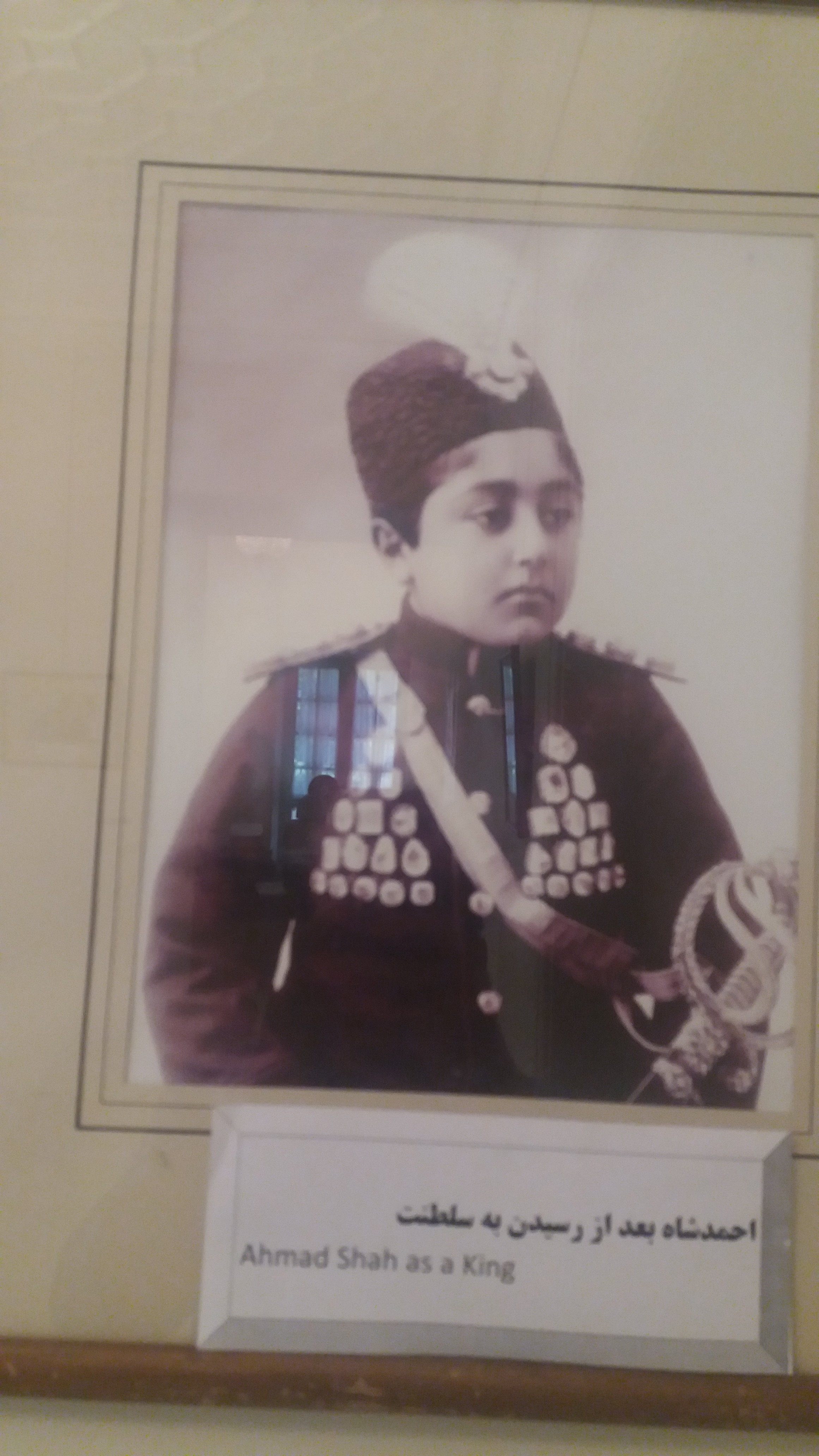
تصویر احمد شاه قاجار پس از رسیدن به سلطنت - کوشک احمدشاهی
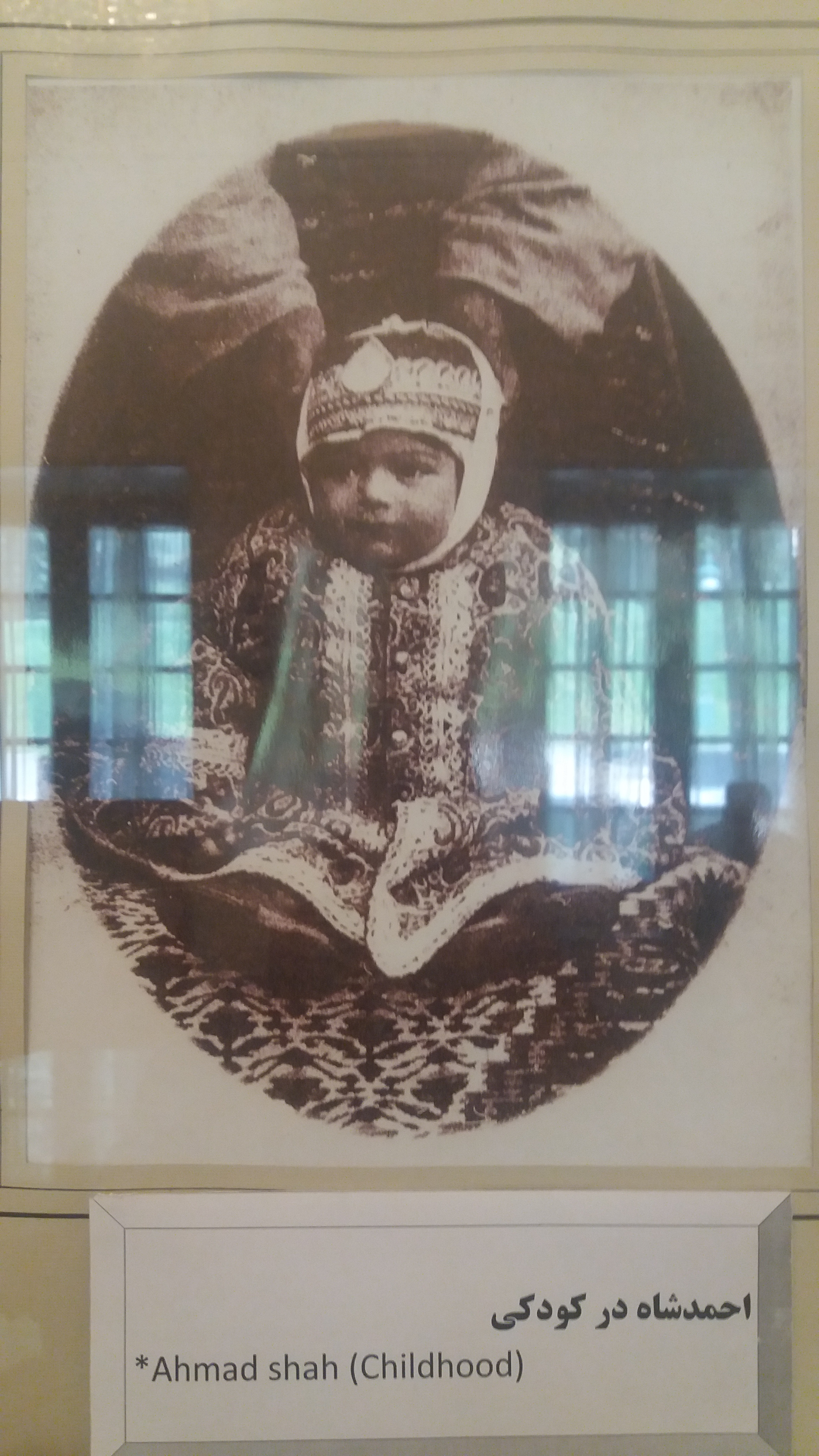
تصویر احمدشاه قاجار در کودکی - کوشک احمدشاهی
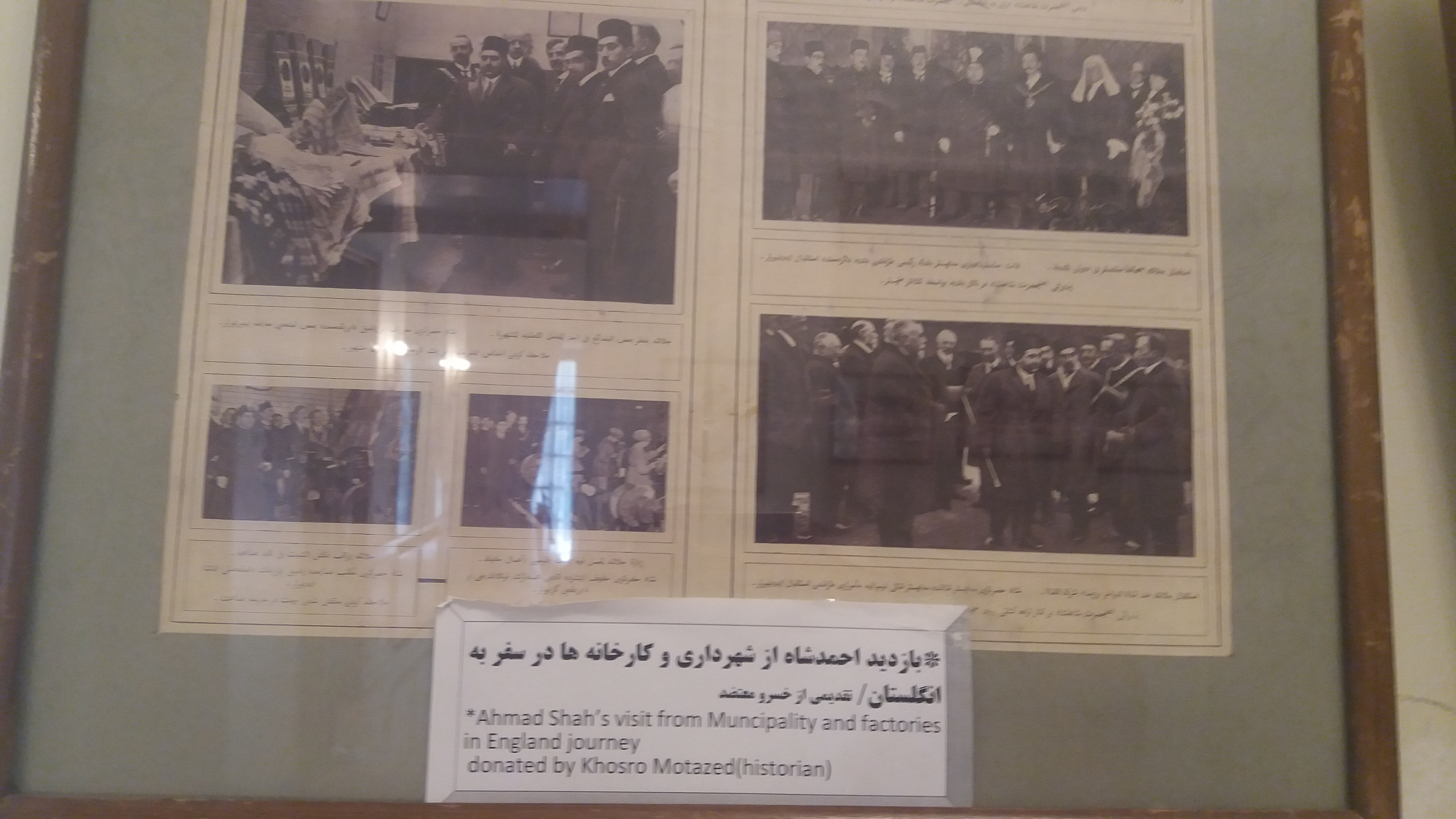
تصاویر بازدید احمدشاه قاجار از شهرداری و کارخانه‌ها در سفر به انگلستان - کوشک احمد شاهی